# گالری طراحان آزاد
گالری طراحان آزاد یکی ازنگارخانه‌های شهر تهران است. این گالری در سال ۱۳۷۷ تأسیس شده و تاکنون میزبان نمایشگاه‌هایی از هنرمندان ایرانی بوده‌است. از جمله سمیرا اسکندرفر، حامد صحیحی، فرهاد فزونی، محدثه عیوض خانی و دیگران.

## تاریخچه
گالری طراحان آزاد در سال ۱۳۷۷ همزمان با شکل‌گیری گروه هنری سی توسط رزیتا شرف جهان، مجسمه‌ساز و نقاش ایرانی و محسن نبی زاده  تأسیس شد  و در سال ۱۳۷۸ به صورت رسمی کار خود را آغاز کرد.

## رویکرد
گالری طراحان آزاد صرفاً محدود به برپایی نمایشگاه هنرمندان مشخصی نشده‌است. این گالری در کنار نمایش آثار هنرمندان صاحب سبک، به دنبال معرفی چهره‌های جدیدی به جامعه هنرهای تجسمی ایران نیز بوده‌است.
در گالری طراحان آزاد می‌توان آثاری از هنر معاصر ایران، در قالب‌های نقاشی، ویدئو، ویدئو آرت، اینستالیشن و پرفورمنس آرت را دید که از نظر فرم، محتوا و روایت، محوریت معاصر دارد.
رویکرد گالری طراحان آزاد در انتخاب هنرمندان و برگزاری نمایشگاه‌ها، توجه به هنرمندانی است که در آثارشان متمایل به نظریه هستند، نه صرفاً نمایش زیبایی‌شناسی کلاسیک.

## هنرمندان
برخی از هنرمندانی که در گالری طراحان آزاد نمایشگاه برپا کرده‌اند عبارتند از:
- سمیرا اسکندرفر[۷][۸][۹][۱۰][۱۱]
- حامد صحیحی[۱۲]
- صالح تسبیحی
- مریم آئین
- عباس شهسوار
- مهرانه آتشی
- وریا آریا
- سعید انصافی
- ساغر دئیری
- وحید دانائی‌فر
- لیلی درخشانی
- غزال رادپی
- حسن رجبی نژاد مقدم
- فرسام سنگینی
- رزیتا شرف جهان
- نسترن شهبازی
- نوید عظیمی سجادی
- پرستو فروهر[۱۳][۱۴]
- فرهاد فزونی[۱۵]
- معصومه مظفری[۱۶]
- صبا معصومیان
- اسماعیل قنبری
- بابک کاظمی[۱۴]
- محمد مهدی طباطبایی[۱۷]
- نرگس موسوی
- مهران مهاجر
- محدثه عیوض خانی

## نمایشگاه‌های خارج از ایران
علاوه بر برپایی نمایشگاه‌های داخلی در گالری طراحان آزاد، معرفی آثار هنرمندان شاخص ایرانی به مخاطبان بین‌المللی و ایجاد زمینه ای برای فروش آثار، یکی دیگر از فعالیت‌های گالری است. در این راستا نمایشگاه از تهران تا لندن که در می ۲۰۱۰ با ۱۷ اثر از هفت هنرمند ایرانی در محله سوهو لندن به نمایش درآمد با همکاری گالری طراحان آزاد به انجام رسید.

## نمایشگاه‌های خیرخواهانه
گالری طراحان آزاد اقدام به برگزاری نمایشگاه‌های خیریه نیز می‌کند و در برخی نمایشگاه‌ها بخشی از عواید فروش آثار را در اختیار انجمن‌ها و نهادهای خیریه قرار می‌دهد. از جمله می‌توان به «نمایشگاهی برای حمایت از بیماران شیزوفرنی»، «شب تاب» (با هدف نجات جان دو جوان محکوم به اعدام) و «نزدیک دورها» با همکاری انجمن یاری کودکان در معرض خطر به مناسبت روز جهانی مبارزه با کار کودک اشاره کرد.